# Giorgio di Baviera (1880-1943)
Giorgio Francesco Giuseppe Luitpoldo Maria di Baviera (Monaco di Baviera, 2 aprile 1880 – Roma, 31 maggio 1943) è stato un presbitero tedesco, membro della famiglia reale bavarese dei Wittelsbach.

## Biografia

### Nascita e famiglia
Giorgio nacque a Monaco di Baviera, maggiore tra i figli maschi del principe Leopoldo di Baviera, a sua volta figlio del reggente di Baviera Luitpold e di Augusta Ferdinanda d'Asburgo-Toscana, e di sua moglie, l'arciduchessa Gisella d'Austria, figlia dell'imperatore Francesco Giuseppe e dell'imperatrice Elisabetta. Il New York Times lo descrisse come il nipote preferito sia dell'imperatore che del reggente di Baviera.

### Matrimonio
Nel dicembre del 1911 venne fidanzato all'arciduchessa Isabella d'Asburgo-Teschen (1887-1973), figlia dell'arciduca Federico d'Asburgo-Teschen e della principessa Isabella von Croy. Il matrimonio ebbe luogo il 10 febbraio 1912 nella cappella del matrimonio di Maria nel castello di Schönbrunn, officiato dal cardinale Franz Xaver Nagl.
La coppia trascorse la luna di miele in Galles, a Parigi e ad Algeri, ma si separò prima del termine. Ci furono diversi tentativi falliti di riconciliazione. Il 17 gennaio 1913 il matrimonio fu sciolto dalla corte suprema reale bavarese; il 5 marzo 1913 l'unione fu annullata dalla Santa Sede sulla base della non consumazione.
Isabella diventò un'infermiera nell'esercito austriaco durante la prima guerra mondiale. Durante la guerra si innamorò del chirurgo Paul Albrecht (1873-1928) e fu per breve tempo fidanzata con lui, fino a quando l'imperatore Francesco Giuseppe non le vietò di sposarlo. Isabella non si risposò mai più e morì a La Tour-de-Peilz, in Svizzera, il 6 dicembre 1973.

### Prima guerra mondiale
Durante la prima guerra mondiale, Giorgio combatté sia sul fronte occidentale (partecipando alle battaglie di Arras e di Ypres), sia sul fronte orientale. Iniziò la guerra come comandante delle truppe meccanizzate bavaresi e infine fu sotto il generale Erich von Falkenhayn in Palestina. Gli fu conferita la Croce di Ferro sia di I che di II classe; il 14 dicembre 1917 raggiunse il grado di colonnello (in tedesco: Oberst).

### Carriera ecclesiastica

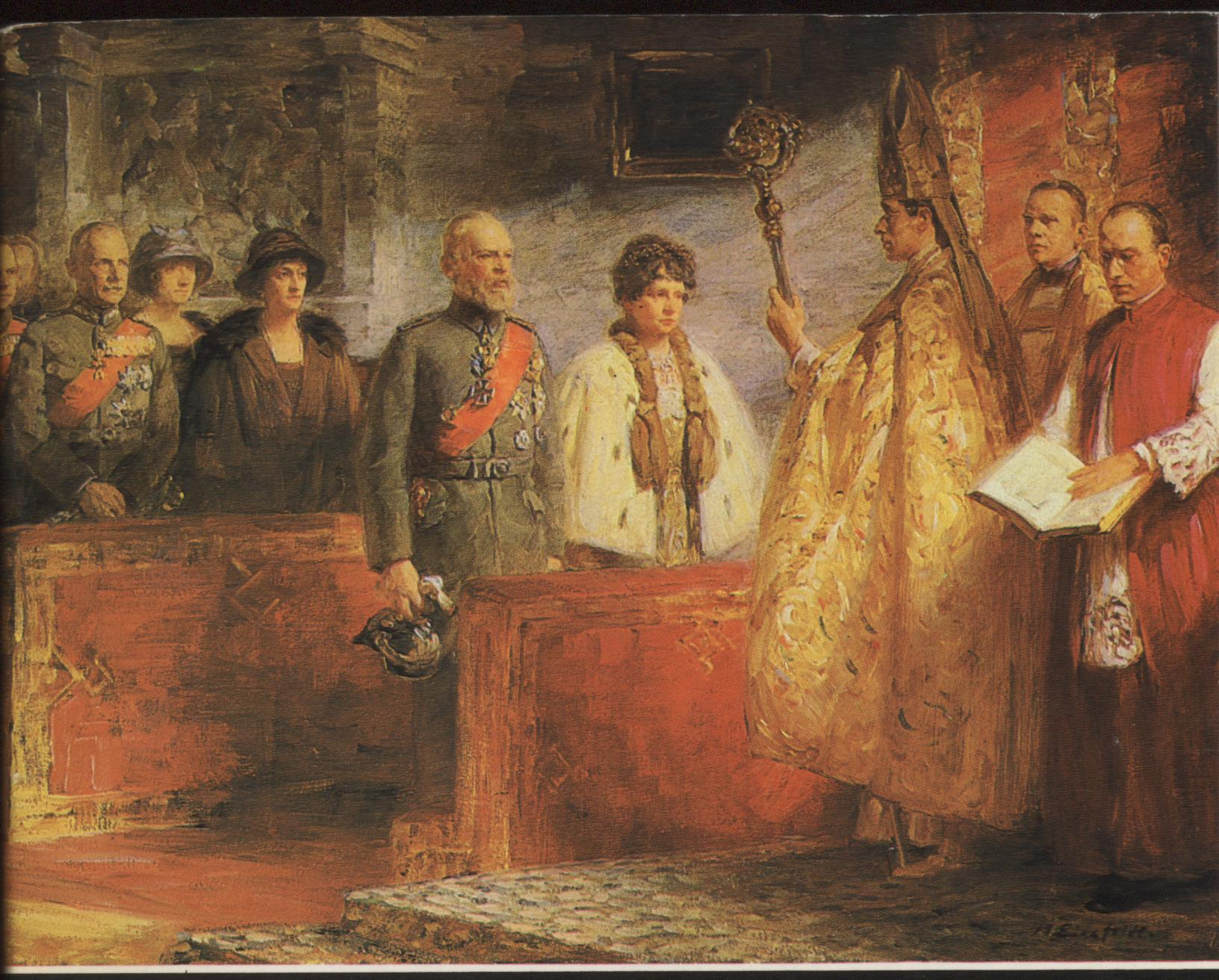
Giorgio di Baviera, in vesti sacerdotali, di fianco all'allora nunzio apostolico Eugenio Pacelli e con l'ex famiglia reale bavarese, in un dipinto del 1923

Nel 1919 Giorgio rassegnò le dimissioni dalla carriera militare e cominciò a studiare teologia ad Innsbruck. Fu ordinato sacerdote il 19 marzo 1921 e poco dopo ottenne un dottorato in diritto canonico presso la facoltà di teologia cattolica all'Università di Innsbruck. Continuò i suoi studi religiosi a Roma e nel 1925 si laureò presso la Pontificia accademia ecclesiastica.
Il 18 novembre 1926 papa Pio XI nominò Giorgio prelato domestico con il titolo di monsignore. Negli anni trenta fu nominato canonico secolare nella basilica di San Pietro a Roma. Il 12 novembre 1941 papa Pio XII lo nominò protonotario apostolico.
Durante tutto il suo tempo a Roma, Giorgio visse a villa San Francesco con i fratelli francescani di Waldbreitbach. Mantenne regolari contatti con la sua famiglia, incluso il suo primo cugino, il principe ereditario Rupprecht di Baviera, che si trasferì a Roma nel 1939. Fu anche in contatto costante con altri reali e case principesche; nel 1930 partecipò a Roma al matrimonio del principe di Piemonte (il futuro re Umberto II d'Italia) con la principessa Maria José del Belgio e nel 1935 partecipò alle nozze dell'infante Giacomo di Spagna. Nel 1938 organizzò il trasferimento delle spoglie di re Francesco II delle Due Sicilie e di sua moglie, la regina Maria Sofia, dal castello di Tegernsee in Baviera alla chiesa dello Spirito Santo dei Napoletani in Roma.
Il 31 maggio 1943 Giorgio morì a villa San Francesco. Una fonte riporta che egli fosse stato malato per qualche tempo. Un'altra fonte riporta che morì inaspettatamente di tubercolosi, contratta mentre lavorava in ospedale. Fu sepolto nel camposanto teutonico, il cimitero tedesco immediatamente fuori le mura della Città del Vaticano. Nel suo testamento lasciò i soldi per pagare nuove porte in bronzo per la basilica di San Pietro (la "porta della Morte" di Giacomo Manzù e la "porta dei Sacramenti" di Venanzo Crocetti).

## Ascendenza
|                                      |                                  |                                       | Genitori                             |  |  | Nonni |  |  | Bisnonni              |  |  | Trisnonni                          |  |
|                                      |                                  |                                       |                                      |  |  |       |  |  | Ludovico I di Baviera |  |  | Massimiliano I Giuseppe di Baviera |  |
|                                      |                                  |                                       |                                      |  |  |       |  |  | Ludovico I di Baviera |  |  | Massimiliano I Giuseppe di Baviera |  |
|                                      |                                  | Augusta Guglielmina d'Assia-Darmstadt |                                      |  |  |       |  |  | Ludovico I di Baviera |  |  |                                    |  |
| Luitpold di Baviera                  |                                  |                                       |                                      |  |  |       |  |  | Ludovico I di Baviera |  |  |                                    |  |
|                                      |                                  | Teresa di Sassonia-Hildburghausen     | Federico di Sassonia-Altenburg       |  |  |       |  |  |                       |  |  |                                    |  |
|                                      |                                  | Teresa di Sassonia-Hildburghausen     | Federico di Sassonia-Altenburg       |  |  |       |  |  |                       |  |  |                                    |  |
|                                      |                                  | Teresa di Sassonia-Hildburghausen     | Carlotta di Meclemburgo-Strelitz     |  |  |       |  |  |                       |  |  |                                    |  |
| Leopoldo di Baviera                  |                                  | Teresa di Sassonia-Hildburghausen     |                                      |  |  |       |  |  |                       |  |  |                                    |  |
|                                      |                                  | Leopoldo II di Toscana                | Ferdinando III di Toscana            |  |  |       |  |  |                       |  |  |                                    |  |
|                                      |                                  | Leopoldo II di Toscana                | Ferdinando III di Toscana            |  |  |       |  |  |                       |  |  |                                    |  |
|                                      |                                  | Leopoldo II di Toscana                | Luisa Maria Amalia di Borbone-Napoli |  |  |       |  |  |                       |  |  |                                    |  |
| Augusta Ferdinanda d'Asburgo-Toscana |                                  | Leopoldo II di Toscana                |                                      |  |  |       |  |  |                       |  |  |                                    |  |
|                                      |                                  | Maria Anna Carolina di Sassonia       | Massimiliano di Sassonia             |  |  |       |  |  |                       |  |  |                                    |  |
|                                      |                                  | Maria Anna Carolina di Sassonia       | Massimiliano di Sassonia             |  |  |       |  |  |                       |  |  |                                    |  |
|                                      |                                  | Maria Anna Carolina di Sassonia       | Carolina di Borbone-Parma            |  |  |       |  |  |                       |  |  |                                    |  |
| Giorgio di Baviera                   |                                  | Maria Anna Carolina di Sassonia       |                                      |  |  |       |  |  |                       |  |  |                                    |  |
|                                      | Francesco Carlo d'Asburgo-Lorena | Francesco II d'Asburgo-Lorena         |                                      |  |  |       |  |  |                       |  |  |                                    |  |
|                                      | Francesco Carlo d'Asburgo-Lorena | Francesco II d'Asburgo-Lorena         |                                      |  |  |       |  |  |                       |  |  |                                    |  |
|                                      | Francesco Carlo d'Asburgo-Lorena | Maria Teresa di Borbone-Due Sicilie   |                                      |  |  |       |  |  |                       |  |  |                                    |  |
| Francesco Giuseppe I d'Austria       | Francesco Carlo d'Asburgo-Lorena |                                       |                                      |  |  |       |  |  |                       |  |  |                                    |  |
|                                      |                                  | Sofia di Baviera                      | Massimiliano I Giuseppe di Baviera   |  |  |       |  |  |                       |  |  |                                    |  |
|                                      |                                  | Sofia di Baviera                      | Massimiliano I Giuseppe di Baviera   |  |  |       |  |  |                       |  |  |                                    |  |
|                                      |                                  | Sofia di Baviera                      | Carolina di Baden                    |  |  |       |  |  |                       |  |  |                                    |  |
| Gisella d'Asburgo-Lorena             |                                  | Sofia di Baviera                      |                                      |  |  |       |  |  |                       |  |  |                                    |  |
|                                      |                                  | Massimiliano Giuseppe in Baviera      | Pio Augusto in Baviera               |  |  |       |  |  |                       |  |  |                                    |  |
|                                      |                                  | Massimiliano Giuseppe in Baviera      | Pio Augusto in Baviera               |  |  |       |  |  |                       |  |  |                                    |  |
|                                      |                                  | Massimiliano Giuseppe in Baviera      | Amalia Luisa di Arenberg             |  |  |       |  |  |                       |  |  |                                    |  |
| Elisabetta di Baviera                |                                  | Massimiliano Giuseppe in Baviera      |                                      |  |  |       |  |  |                       |  |  |                                    |  |
|                                      |                                  | Ludovica di Baviera                   | Massimiliano I Giuseppe di Baviera   |  |  |       |  |  |                       |  |  |                                    |  |
|                                      |                                  | Ludovica di Baviera                   | Massimiliano I Giuseppe di Baviera   |  |  |       |  |  |                       |  |  |                                    |  |
|                                      |                                  | Ludovica di Baviera                   | Carolina di Baden                    |  |  |       |  |  |                       |  |  |                                    |  |
|                                      |                                  | Ludovica di Baviera                   |                                      |  |  |       |  |  |                       |  |  |                                    |  |